# Nerw czołowy

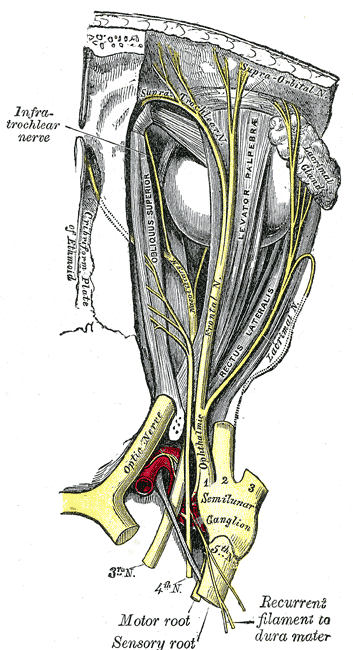
Nerwy oczodołu, nerw czołowy podpisany Frontal N.

Nerw czołowy (łac. nervus frontalis) – w anatomii człowieka nerw przebiegający w obrębie głowy, jedno z odgałęzień nerwu ocznego.

## Przebieg
Nerw czołowy stanowi najsilniejsze z trzech odgałęzień końcowych nerwu ocznego, który jest z kolei pierwszą z trzech gałęzi nerwu trójdzielnego. Przeważnie podział nerwu ocznego następuje jeszcze przed wstąpieniem do oczodołu. Pozostałe dwie gałęzie końcowe nerwu ocznego to nerw łzowy i nerw nosowo-rzęskowy. Nerw czołowy jako odrębna gałąź wstępuje do oczodołu, przebiegając przez szczelinę oczodołową górną. Leży tam bocznie od pierścienia ścięgnistego wspólnego razem z nerwem łzowym, który przebiega bocznie od niego. Po drugiej stronie nerwu czołowego, a więc przyśrodkowo, przebiega nerw bloczkowy, jeden z nerwów czaszkowych (IV).
Po wejściu do oczodołu nerw czołowy kieruje się w kierunku przednim. Przebiega on bezpośrednio pod sklepieniem oczodołu, leżąc na mięśniu dźwigaczu powieki górnej. Nerw podążą w kierunku wcięcia czołowego.

## Gałęzie
Nerw czołowy dzieli się na dwie gałęzie końcowe.
- Nerw nadbloczkowy stanowi cieńszą z tych gałęzi. Swój początek bierze on z pnia nerwu czołowego, odchodząc odeń w tylnej części oczodołu. Przebiega dalej pod jego sklepieniem, kierując się do przodu i przyśrodkowo, układając się powyżej bloczka mięśnia skośnego górnego. W końcu nerw ten sam dzieli się na własne gałęzie końcowe:
  - gałąź górna (ramus superior) przebiega poprzez mięśnie: mięsień okrężny oka oraz brzusiec czołowy mięśnia potyliczno-czołowego,
  - gałąź dolna (ramus inferior) zazwyczaj ulega połączeniu z nerwem podbloczkowym (który stanowi odgałęzienie nerwu nosowo-rzęskowego).
- Nerw nadoczodołowy, grubszy od nadbloczkowego, ulega z kolei podziałowi na następujące gałęzie:
  - gałąź boczna (ramus lateralis) to grubsza z tych gałęzi, stanowiąca właściwie przedłużenie pnia nerwu nadoczodołowego. Przechodzi ona przez otwór bądź wcięcie nadoczodołowe, by skierować się w kierunku czoła,
  - gałąź przyśrodkowa (ramus medialis) to słabsza gałąź nerwu nadoczodołowego, która kieruje się do czoła poprzez wcięcie czołowe.

## Unerwiane struktury
Nerw czołowy zaopatruje włóknami czuciowymi powiekę górną, skórę czoła aż do szczytu głowy, błonę śluzową wyścielającą zatokę czołową.